# مايكل ليرنر
مايكل ليرنر (بالإنجليزية: Michael Lerner)‏ هو ممثل تعبيري وممثل أمريكي، ولد في 22 يونيو 1941 ببروكلين في الولايات المتحدة.

## أعمال

### أفلام
- (1972) المرشح
- (1992) نيوزيس
- (1993) عاموس واندرو
- (1998) شهرة[5]
- (1998) غودزيلا
- (2002) 101 مرقش 2
- (2003) قزم[6]
- (2009) الحياة في زمن الحرب
- (2009) رجل جاد[7][8]
- (2012) مرآة مرآة[9][10]
- (2014) أيام المستقبل الماضي

### مسلسلات
- ذا غود وايف

## ترشيحات
- جائزة الأوسكار لأفضل ممثل مساعد (1991)

## وصلات خارجية
- مايكل ليرنر على موقع IMDb (الإنجليزية)
- مايكل ليرنر على موقع ألو سيني (الفرنسية)
- مايكل ليرنر على موقع أول موفي (الإنجليزية)
- مايكل ليرنر على موقع قاعدة بيانات الأفلام السويدية (السويدية)
- مايكل ليرنر على موقع إن إن دي بي (الإنجليزية)
- مايكل ليرنر على موقع قاعدة بيانات الفيلم (الإنجليزية)
- مايكل ليرنر على موقع ليتربوكسد (الإنجليزية)
- مايكل ليرنر على موقع كينوبويسك (الروسية)